# Nałkowska
Nałkowska – krater na powierzchni Wenus o średnicy 22,2 km, położony na 28,1° szerokości północnej i 290° długości wschodniej.
Decyzją Międzynarodowej Unii Astronomicznej w 1994 roku został nazwany imieniem polskiej pisarki i publicystki Zofii Nałkowskiej.